# تيليس فرانك
تيليس فرانك (بالإنجليزية: Tellis Frank)‏ مواليد 26 أبريل 1965 في غاري، هو مدرب كرة سلة أمريكي ولاعب سابق. بدأ مسيرته الاحترافية في سنة 1987. تم اختياره من قبل فريق غولدن ستايت ووريورز خلال الدرافت. يبلغ طوله 6 قدم 10 بوصة (2.1 م). اعتزل اللعب في 2001. أحرز خلال مسيرته في الإن بي إيه 1710 نقطة بمعدل 6.5 نقاط في المباراة الواحدة.

## المسيرة الاحترافية
لعب مع غولدن ستايت ووريورز من سنة 1987 إلى 1989، ثم لعب مع ميامي هيت في موسم 1989–1990، ثم لعب مع يوفي كازيرتا باسكت في الدوري الإيطالي في موسم 1990–1991، ثم لعب مع مينيسوتا تمبر ولفز في سنة 1991، ثم لعب مع مينيسوتا تمبر ولفز في موسم 1993–1994، ثم لعب مع شوليه باسكت في الدوري الفرنسي في موسم 1994–1995، ثم لعب مع باسكت مانريسا في الدوري الإسباني في موسم 1995–1996، ثم لعب مع إشبيلية في موسم 1996–1997، ثم لعب مع ليون في الدوري الإسباني في موسم 1997–1998.

## روابط خارجية
- تيليس فرانك على موقع إن بي أي (الإنجليزية)
- تيليس فرانك على موقع سبورتس رفرنس (الإنجليزية)
- تيليس فرانك على موقع الدوري الإسباني لكرة السلة (الإسبانية)
- تيليس فرانك على موقع كرة السلة الأوروبية.كوم (الإنجليزية)
- تيليس فرانك على موقع كلية كرة السلة في سبورتس رفرنس.كوم (الإنجليزية)
- تيليس فرانك على موقع ريلجم (الإنجليزية)
- تيليس فرانك على موقع بروبوليرز (الإنجليزية)
- تيليس فرانك على موقع سبورتس رفرنس (الإنجليزية)